# Rietdijk

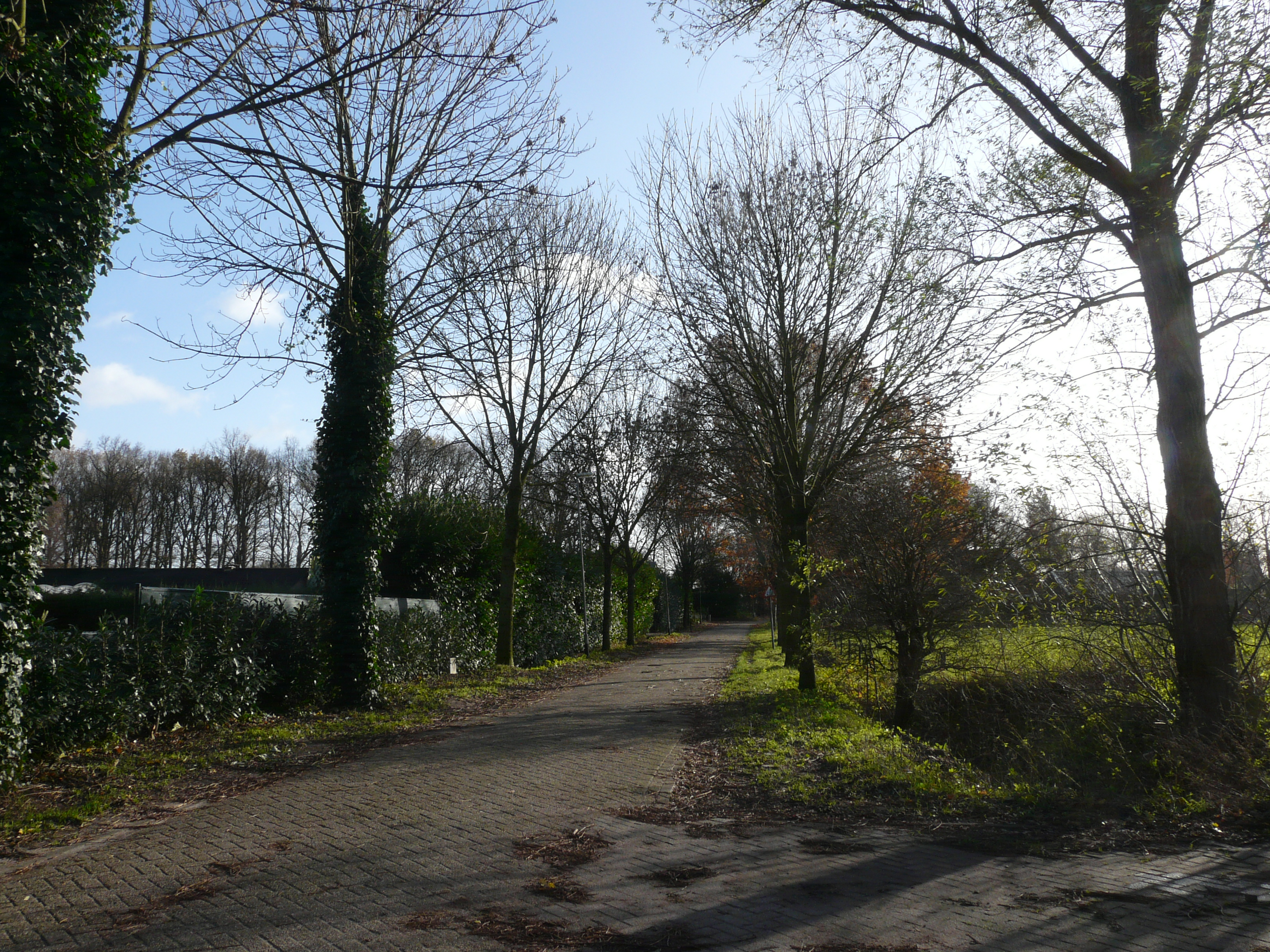
Rietdijk nabij Asterd

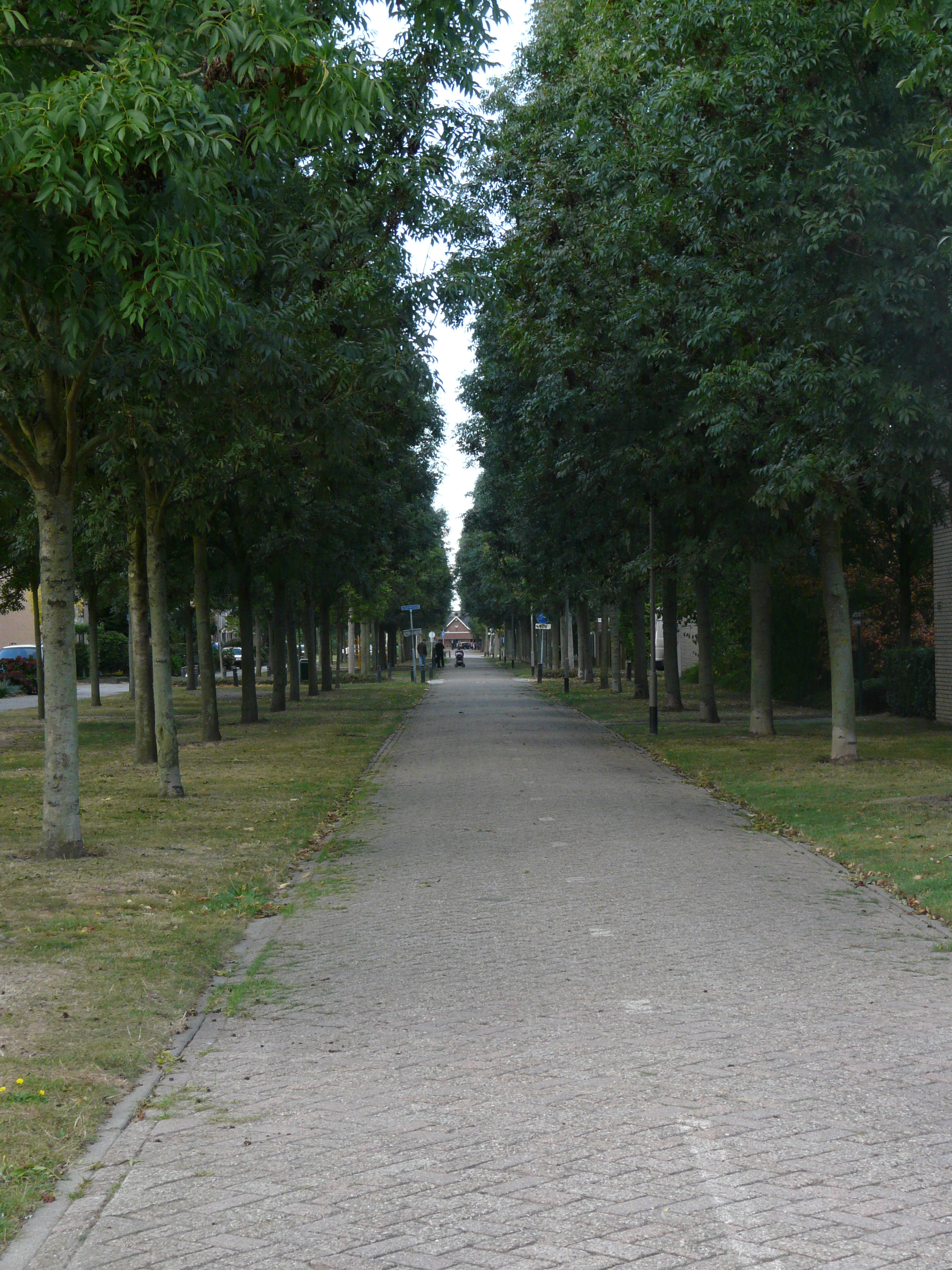
Rietdijk door de Asterd

Rietdijk is een lange straat bij de wijk Asterd in de Haagse Beemden in Breda Noord in Breda.
De Rietdijk loopt vanaf de Moerlakenbrug tot aan de rivier de Mark die de scheiding is met Terheijden. Het is een landelijk stukje met diverse boerderijen en aardbeientelers. Vervolgens loopt de Rietdijk door de wijk Asterd tot aan de Texas Hoeve, een horecagelegenheid bij de recreatieplas de Asterdplas. In mei is er de Haagse Beemden Loop. In augustus vond hier de jaarlijkse Breda Ballon Fiësta plaats.
Dan is er een stuk met zeer oude bomen waarna de Rietdijk de polder in gaat en stopt bij de rivier de Mark.